# Crocidura lanosa
Crocidura lanosa је сисар из реда Soricomorpha и фамилије Soricidae.

## Угроженост
Ова врста се сматра угроженом.

## Распрострањење
Ареал врсте је ограничен на мањи број држава. 
Врста је присутна у Републици Конго и Руанди.

## Станиште
Станишта врсте су шуме, планине, бамбусове шуме и мочварна подручја од 1850 до 2450 метара надморске висине.